# Macapá
Macapá – miasto w północnej Brazylii, stolica stanu Amapá. Miejscowość położona jest nad Amazonką. Macapa jest ważnym ośrodkiem przemysłowym, m.in. przetwórstwa rudy manganu, płodów rolnych, ryb, produkcji  lateksu, a także centrum handlowo-usługowym. Znajduje się tam m.in. lotnisko.